# Doveri-szoros
A Doveri-szoros (angolul: Strait of Dover, Dover Strait, franciául: Pas de Calais, IPA: [pɑ də kalɛ], „Calais-i szoros”) a Csatorna (La Manche) legszűkebb pontján elhelyezkedő szoros.
A legkisebb távolságot a szoroson keresztül South Foreland (mintegy 6  kilométerre északkeletre az angliai Dover városától Kent megyében), illetve a franciaországi Cap Gris-Nez (Calais város közelében, Pas-de-Calais megyében) között mérték. E két pont közt a távolság csak 33 kilométer – a legkisebb távolság Anglia és Franciaország között –, és ez a Csatorna-átúszók legkedveltebb útvonala.
A szoros a Csatorna keleti végén fekszik, rajta túl az Északi-tenger kezdődik. Tiszta napokon a Csatorna egyik partjáról szabad szemmel át lehet látni a másikig.

## Tengeri közlekedés
Az Atlanti-óceán nyílt vizeit, illetve az Északi-tengert és a Balti-tengert összekötő vízi közlekedés jórésze a Doveri-szoroson halad keresztül, mivel a másik, Skócia északi partjait megkerülő útvonal hosszabb és hajók számára veszélyesebb.
A szoros így a világ egyik legforgalmasabb vízi országútja, amelyen naponta 400 kereskedelmi hajó halad át. Emiatt a hajózási biztonság kulcskérdés. A Királyi Partiőrség (Nagy-Britannia) őrjáratai a nap 24 órájában vigyázzák a szoros közlekedését, hogy betartassák a vízijárműveket hajózási sávokba parancsoló szigorú szabályokat.
A forgalmas kelet-nyugati útvonalakat keresztezik az észak-déli irányú kompútvonalak. 1990-ig csak ez utóbbi útvonalakon lehetett átjutni a Csatorna egyik partjáról a másikra. Azóta a „Csalagút”, a Csatorna medre alatt átlag 45 méteres mélységben fúrt alagút kínál alternatív megoldást.

## Geológiája

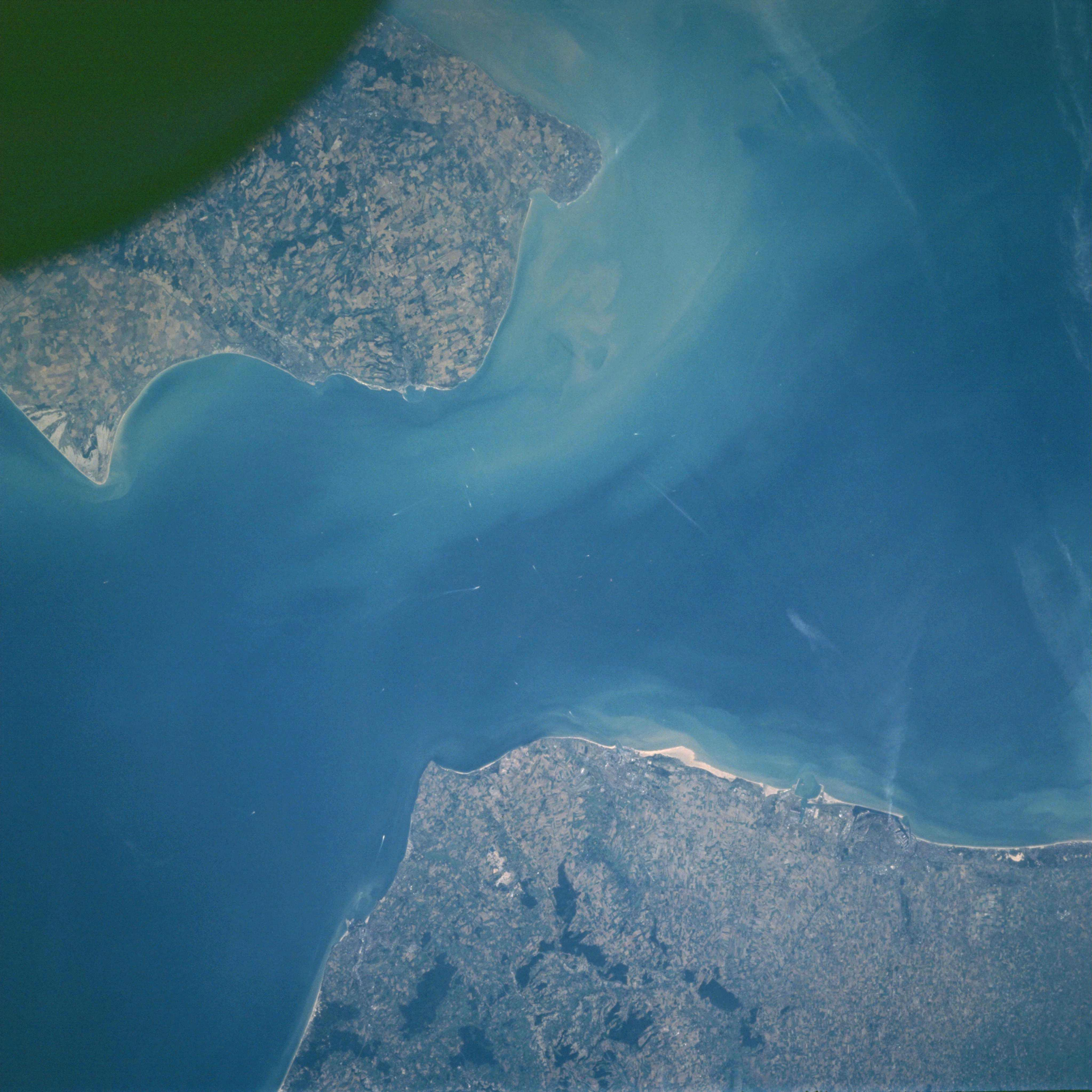
A szoros műholdas képe

A szorost az erózió alakította ki. Helyén valamikor szárazföld volt, a mai Weald délkeleti meghosszabbítása, amely összekötötte a brit főszigetet a mai kontinentális Európával. Az ó-Weald keleti vége Boulonnais fehér mészköves területe lehetett a francia Pas-de-Calais megyében. A fehér mészkő a fő kőzet ezen a vidéken, az angol és a francia oldalon is, a felszíntől a földkéreg mélységeiig. A mészkő erózióját a szoros mindkét oldalán látványos sziklák illusztrálják. Híresek Dover fehér sziklái. Ez a kőzet kiváló anyag volt az alagútfúráshoz.
A szorost a víz formálta ki.
A Rajna folyó kezdetben észak felé folyt az Északi-tengerbe, amikor a pleisztocén kor első jégkorszakának kezdetén a tengerszint lesüllyedt. A jég azonban hatalmas gátat képzett Skandináviától egészen Skóciáig. A természetes gát mögött hatalmas tavat alakított ki a Rajna, a Temze és Észak-Európa más lefolyásai. A tó vize a Wealden keresztül végül túlcsordult a Csatorna irányában. Megkezdődött a sziklák eróziója, a csatorna egyre szélesedett és mélyült. A mai Csatorna közepén végigfutó keskeny mély ágy máig őrzi a Rajna medrének nyomát az utolsó jégkorszak óta. A jégkorszak előtti északi irányú folyásának hordalékait őrző kőzeteket megtalálták Kelet-Angliában.